# Conceveiba
Pour l’article homonyme, voir Conceveiba.
Genre
Classification APG III (2009)
Synonymes
Selon Tropicos (06 février 2022) :
- Conceveiba sect. Veconcibea Müll. Arg.
- Conceveibastrum Pax & K. Hoffm.
- Gavarretia Baill.
- Veconcibea (Müll. Arg.) Pax & K. Hoffm.

Conceveiba est un genre de plantes à fleurs de la famille des Euphorbiaceae. Il comporte 14-17 espèces de plantes tropicales, et dont l'espèce type est Conceveiba guianensis Aubl..
Ce genre serait étroitement lié au genre Gavarretia.

## Description
Le genre Conceveiba regroupe des arbres dioïques.
Les feuilles sont alternes, à long pétiole, à nervures pennées ou palmées, souvent biglanduleuses et stipellées à la base, crénelées-denticulées.
La face inférieure est ± pubescente avec des trichomes étoilés et parfois aussi simples.
Les stipules sont caduques ou persistantes.
Les fleurs sont apétales, sans disque, organisées en thyrses terminaux simples ou composés, avec des bractées biglanduleuses.
Le calice des fleurs staminée (mâles) se divise en 3 ou 4 segments, et entoure 10–50 étamines libres, parfois stériles pour celles internes, et sans pistillode.
L'anthère est parfois élargi au niveau du connectif.
Les fleurs pistillées (femelles) sont pédicellées, avec 5–8 sépales imbriqués, glanduleux à la base.
L'ovaire comporte 3 loges.
Les styles sont libres (ou quasiment), bilobés ou profondément bipartites à l'apex.
On compte 1 ovule par loge.
Le fruit est une capsule à parois épaisses.
Les graines sont lisses, caronculées et dotées d'un endosperme abondant.

## Répartition
Le genre Conceveiba est présent en Afrique et de l'Amérique centrale au nord de l'Amérique du Sud (Costa Rica, Panama, Colombie, Venezuela, Guyana, Suriname, Guyane, Équateur, Pérou, Brésil, Bolivie).

## Protologue
En 1775, le botaniste Aublet propose le protologue suivant : 
« CONCEVEIBA. (Tabula 353.)

MAS. Flores deſiderantur.
FEMINA.

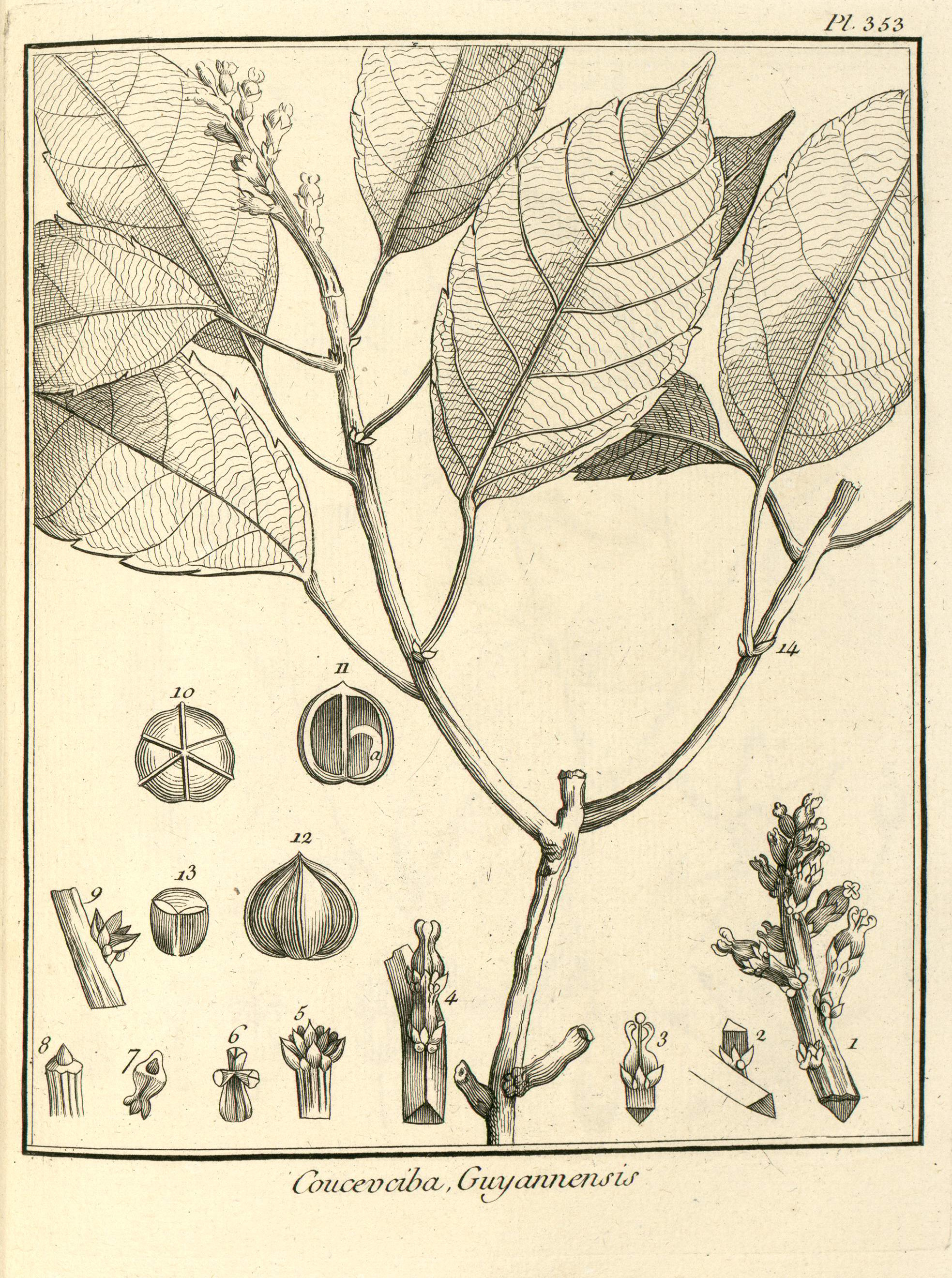
Conceveiba guianensis par Aublet (1775) Planche 353
1. Épi de fleur femelle. - 2. Partie charnue triangulaire du calice, avec des écailles & trois glandes à ſa baſe. - 3. Calice & piſtil détaches. - 4. Calice & piſtil attachés a une portion d’épi. - 5. Calice & glandes. - 6. Piſtil détache. - 7. Ovaire renverſé, coupe en travers. - 8. Calice dépouillé de ſes diviſions & de ſes glandes. Ovaire dans le centre. - 9. Portion d'épi. Écailles & glandes qui entourent l’attache du corps triangulaire qui porte le calice. - 10. Capſule. - 11. Coque à laquelle on a enlevé une valve, dans laquelle on voit une ſemence couverte d'une ſubſtance blanche & douce qui lui ſert de coëffe. (a) Graine. - 12. Coque vue perpendiculairement. - 13. Graine ſéparée de la matière pulpeuſe qui l'enveloppe. - 14. Stipules.

CAL. Perianthium monophyllum, infernè trigonum, carnoſum, quinquedentatum ; denticulis craſſis, acutis, ſingulis intùs ad baſim glandula munitis. Glandulæ tres, craſſæ, ad baſim calicis. 
COR. nulla.
PIST. Germen trigonum. Stigmata tria, craſſa, incurva, concava, ſulcata, capſula trilocularis, trifariam dehiſcens, loculis ſingulis bivalvibus.

SEM. unicum, ſubrotundum, calyptrâ carnoſa, albâ, dulci & eduli, ſupernè obvolutum. »
— Fusée-Aublet, 1775.

## Liste d'espèces
Selon World Flora Online (WFO) (06 février 2022) :
- Conceveiba guianensis Aubl.
- Conceveiba hostmanii Benth.
- Conceveiba krukoffii Steyerm.
- Conceveiba latifolia Benth.
- Conceveiba martiana Baill.
- Conceveiba maynasensis Secco
- Conceveiba parvifolia McPherson
- Conceveiba pleiostemona Donn.Sm.
- Conceveiba praealta (Croizat) Punt ex J.Murillo
- Conceveiba ptariana (Steyerm.) Jabl.
- Conceveiba rhytidocarpa Müll.Arg.
- Conceveiba santanderensis J.Murillo
- Conceveiba terminalis (Baill.) Müll.Arg.
- Conceveiba tristigmata J.Murillo

Selon GBIF (06 février 2022) :
- Conceveiba belizensis McPherson & B.Holst
- Conceveiba guianensis Aubl.
- Conceveiba hostmanii Benth.
- Conceveiba krukoffii Steyerm.
- Conceveiba latifolia Benth.
- Conceveiba macrophylla Klotzsch ex Benth., 1854
- Conceveiba martiana Baill.
- Conceveiba maynasensis Secco
- Conceveiba parvifolia McPherson
- Conceveiba pleiostemona Donn.Sm.
- Conceveiba poeppigiana Klotzsch, 1914
- Conceveiba praealta (Croizat) Punt ex J.Murillo
- Conceveiba ptariana (Steyerm.) Jabl.
- Conceveiba rhytidocarpa Müll.Arg.
- Conceveiba santanderensis J.Murillo
- Conceveiba terminalis (Baill.) Müll.Arg.
- Conceveiba tristigmata J.Murillo